# 森長成
森 長成（もり ながなり）は、美作津山藩4代藩主。播磨赤穂藩森家4代。

## 生涯
寛文11年（1671年）4月5日、第2代藩主森長継の長男・忠継の三男として生まれる。父の忠継は本来なら第3代藩主になるはずであったが、延宝2年（1674年）に早世した。このとき長成は4歳であったため、16歳になるまで家督は叔父にあたる長武が相続し、長武を後見人にして養育されることとなった。
貞享3年（1686年）5月27日、16歳になったことにより、祖父の長継の命で長武より家督を譲られる。しかし若年のため、大伯父の関長政や長尾勝明らの補佐を受けた。成長した長成は後見人であった長武と不仲になっており、長武が分家を興そうとしたときにはこれに反対し、さらに長武の藩政を否定して文化政策や寺社の庇護に力を入れた。このときの文化政策で地誌『作陽誌』が編纂されている。しかし長武と正反対の政策を採って、幕府の普請にも積極的に協力したため、第5代将軍・徳川綱吉の発令した生類憐れみの令による江戸郊外中野村における犬小屋普請で4万両も負担することとなり、かえって藩財政の窮乏化を招いた。
元禄10年（1697年）6月20日に死去した。享年27。
長成には実子が無かったため、家督は長継の十二男であった衆利が関家から迎えられて家督を継いだ。

## 系譜
- 父：森忠継（1637年 - 1674年）
- 母：側室 - 正室・小笠原長次の娘との説もある
- 養父：森長武（1645年 - 1696年）
- 正室：真寿院 - 毛利綱元の娘、後夫は南部信恩
- 養子
  - 男子：森衆利（1673年 - 1705年） - 森長継の十二男